# جربارة قطنية
جربارة قطنية (الاسم العلمي:Gerbera gossypina) هي نوع من النباتات تتبع جنس الجربارة من الفصيلة النجمية.